# Xestaspis parumpunctata
Xestaspis parumpunctata är en spindelart som beskrevs av Simon 1893. Xestaspis parumpunctata ingår i släktet Xestaspis och familjen dansspindlar.
Artens utbredningsområde är Sierra Leone. Inga underarter finns listade i Catalogue of Life.